# Q1 (byggnad)
Q1, Queensland Number One, är en skyskrapa i Australien. Byggnaden är ett 322,5 meter högt bostadshus i Gold Coast, Queensland. Bostadstornet var världens högsta bostadshus från 2005 till 2011. År 2023 är det den högsta byggnaden i Australien, den näst högsta byggnaden på södra halvklotet, och den tredje högsta fristående byggnadsstrukturen på södra halvklotet, efter Autograph Tower i Jakarta, Indonesien, och Sky Tower i Auckland, Nya Zeeland. Q1 öppnade officiellt i november 2005.
Landmärkesbyggnaden erkändes som en av Queenslands ikoner under delstatens 150-årsfirande.

## Utformning och byggnation

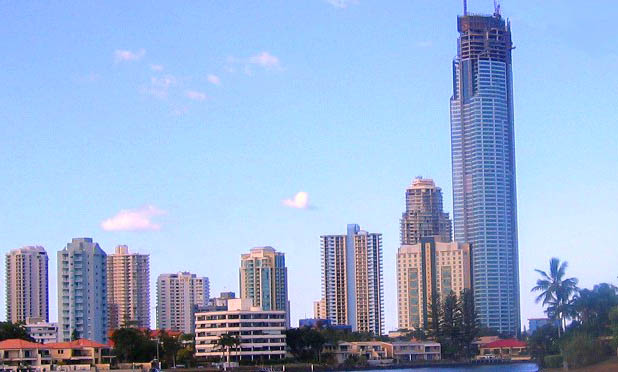
Byggnaden under uppförande 2005

Q1 Tower ritades av SDG & The Buchan Group, och dess form inspirerades av Sydney 2000 Olympic torch och Sydney Opera House. Namnet gavs för att hedra medlemmar av Australiens olympiska roddlag på 1920-talet – Q1.
Konceptet baserades på studier av vind, rörelse och spänning, där en serie band lindas koncentriskt runt tornets exteriör och svävar ovanför entréområdet, vilket ger täckning och skugga. Spänningen i rörelsen och den fria formen uttrycks genom den gradvisa vridningen av de aluminiumklädda banden när de löper runt byggnaden. Resultatet är ett galleriliknande shoppingområde under den glasade bandstrukturen och en böjd detaljhandelsfasad ut mot gatuområdet.
Projektet utvecklades av The Sunland Group och byggdes av Sunland Constructions. Byggnaden utsågs till Silver Award-vinnaren av Emporis Skyscraper Award 2005, och kom på andra plats efter Turning Torso i Malmö.
Q1 färdigställdes i slutet av 2005. Dess huvudsakliga skillnad mot andra höghus i Surfers Paradise är dess inglasade eleganta utseende. Q1:s hisslobby är uppdelad i två höghastighetshissgrupper. Fyra höghastighetshissar servar nivåerna B2 till nivå 42. Tre separata höghastighetshissar servar nivåerna 43 till takvåningen på plan 74.
Byggnaden står på 26 pålar, vardera två meter i diameter, som sträcker sig 40 meter ner i marken och passerar genom upp till fyra meter fast berg. Q1 innehåller lägenheter med ett, två och tre sovrum. Byggnadsfaciliteter inkluderar två lagunpooler, en varvbassäng, gym, liten teater, en balsal och ett spacenter.
En ansökan om att bygga en gångbana runt utsidan av nivå 78 lämnades in till Gold Coast City Council i mitten av 2010.

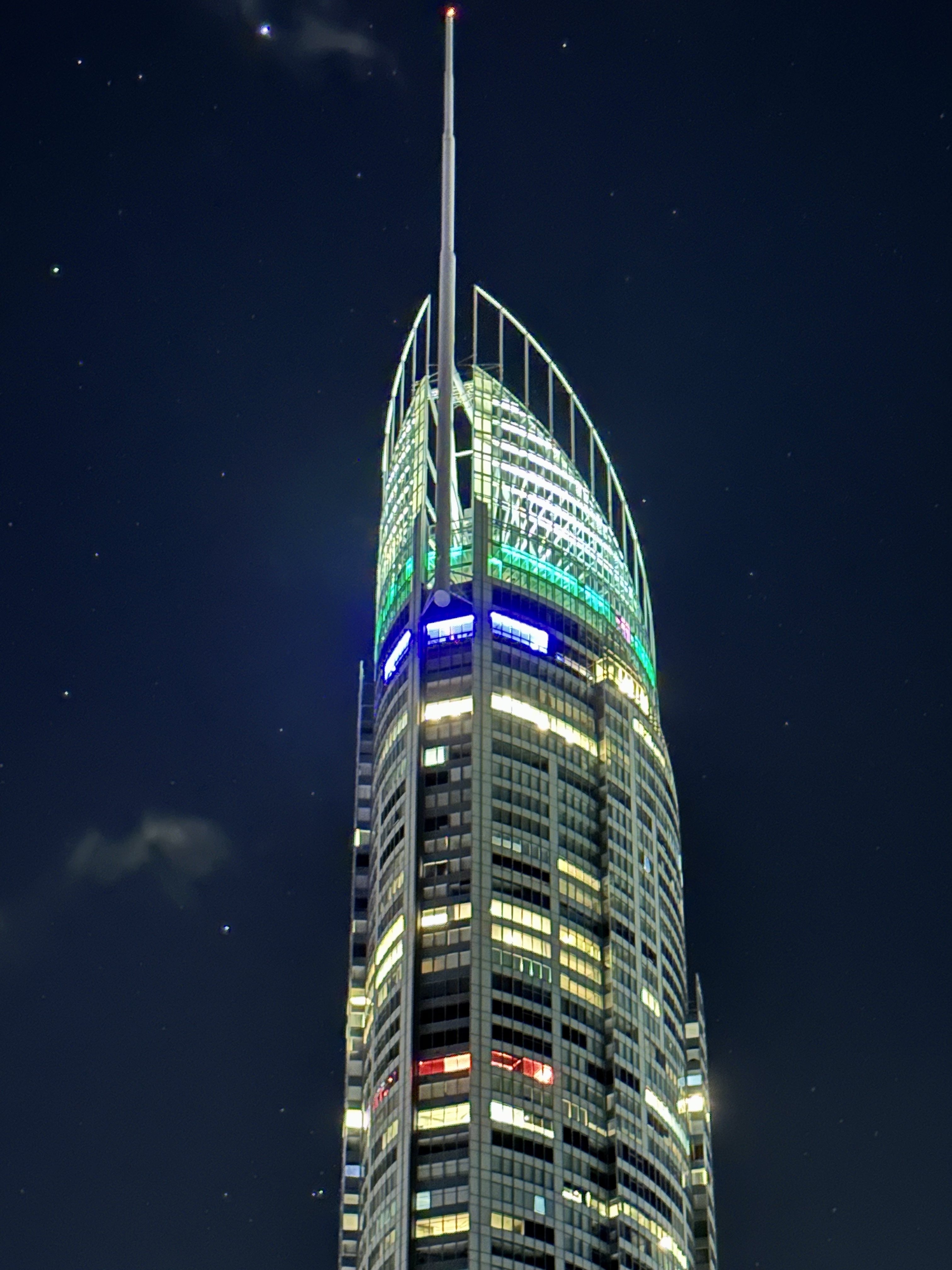
Spiran på Q1
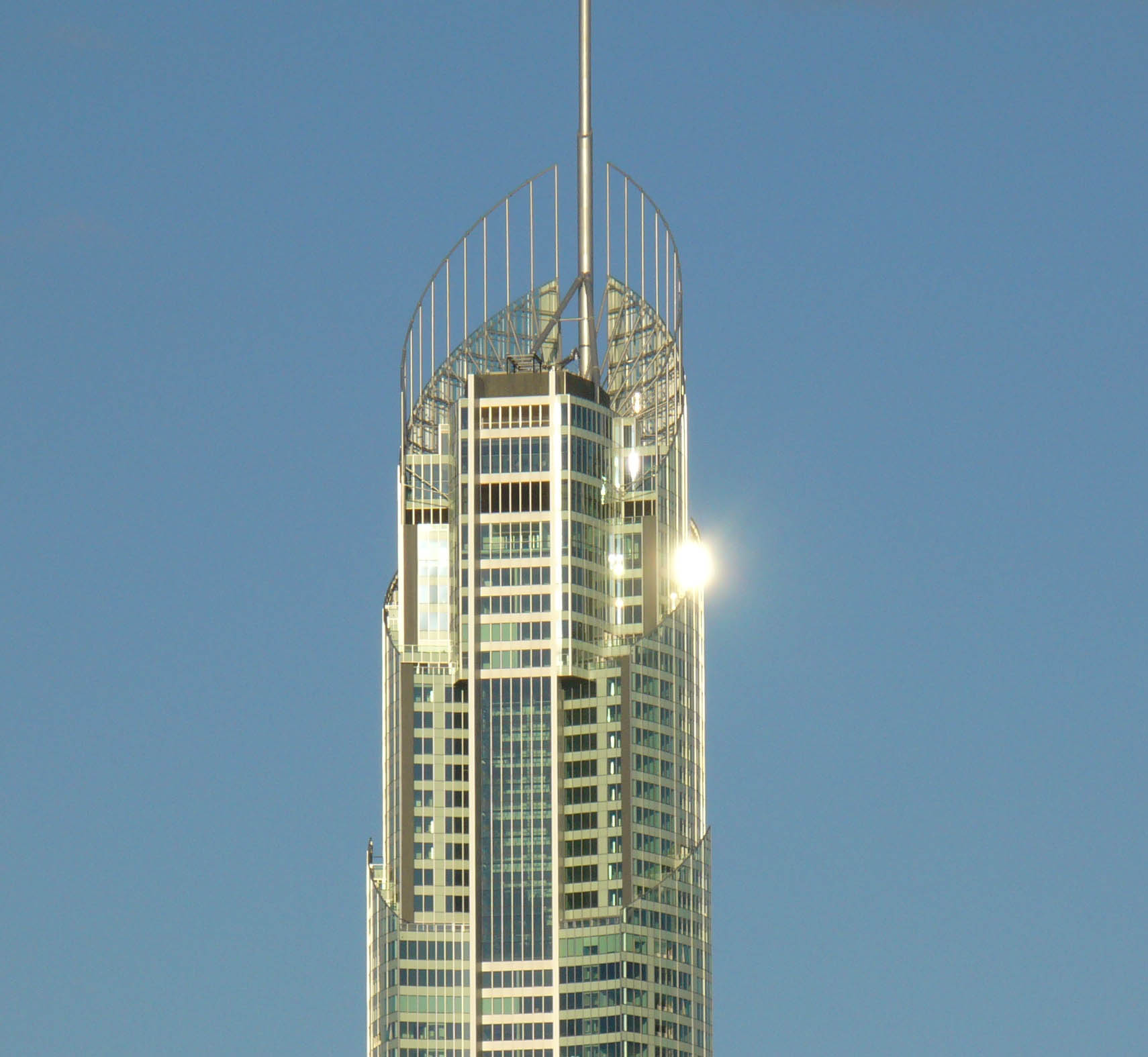
De övre våningarna av Q1
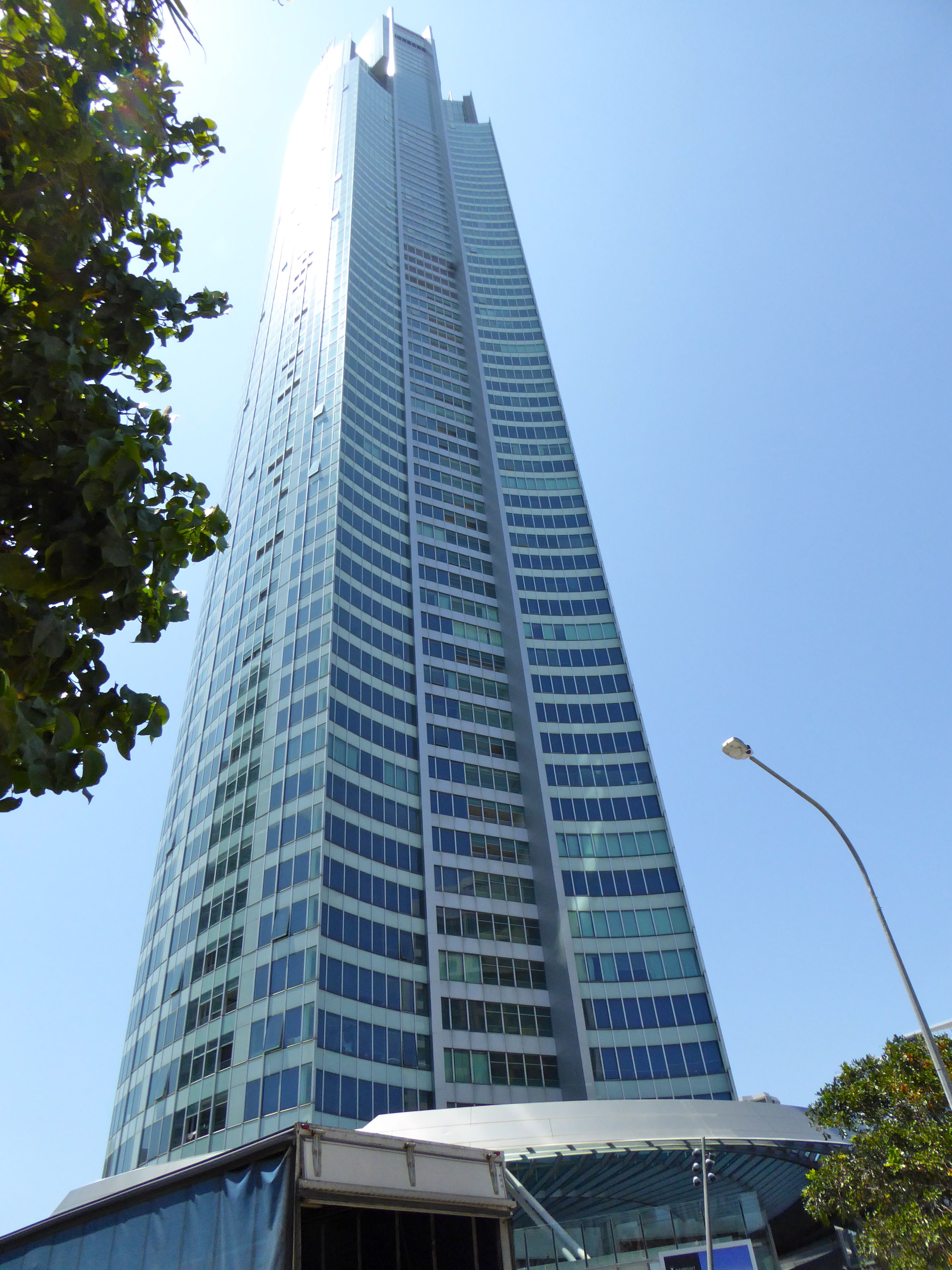
Den västra änden av tornet sett från gatunivå
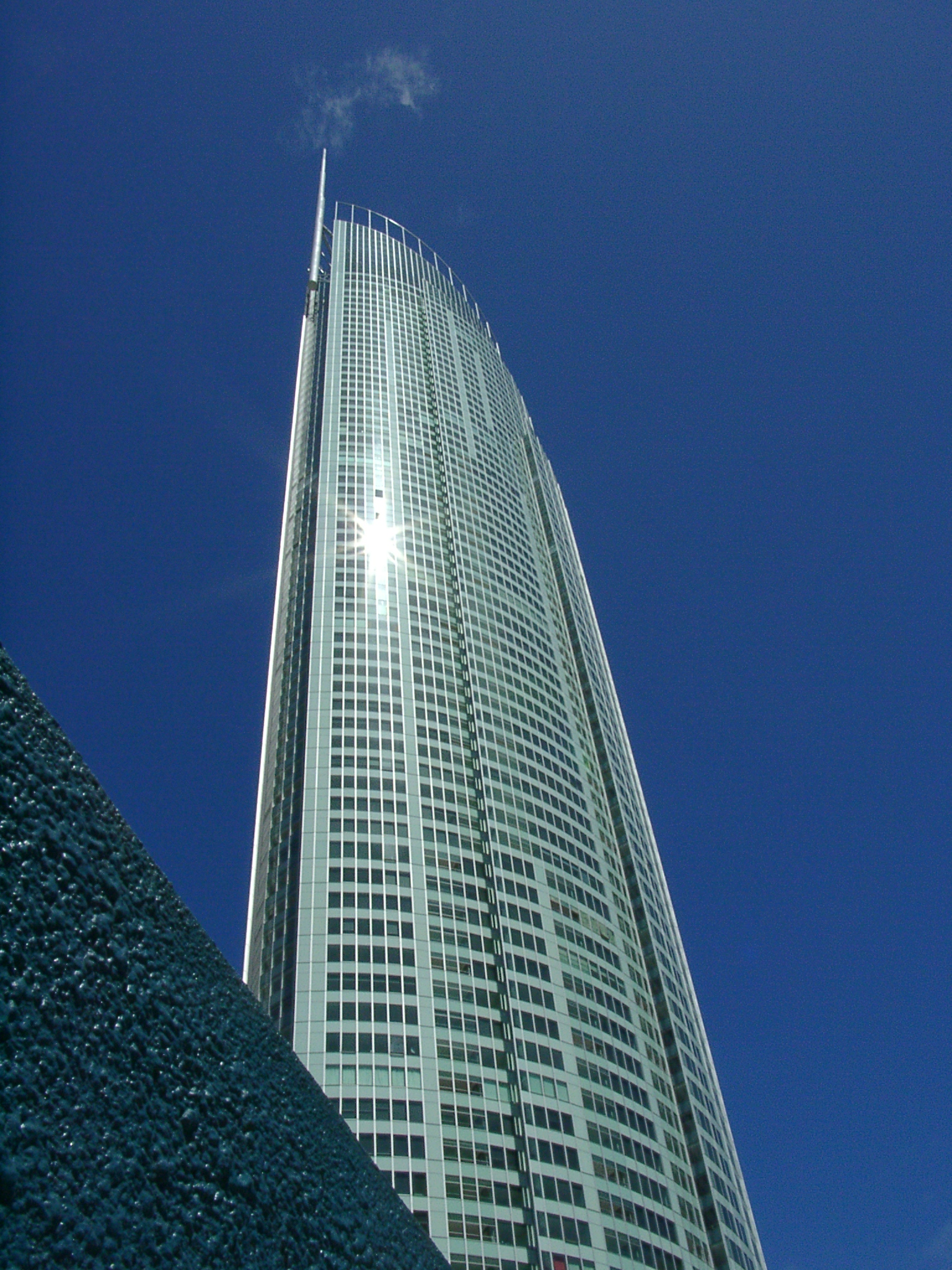
Tornets östra ände sett från gatunivå

### Utsiktsplats

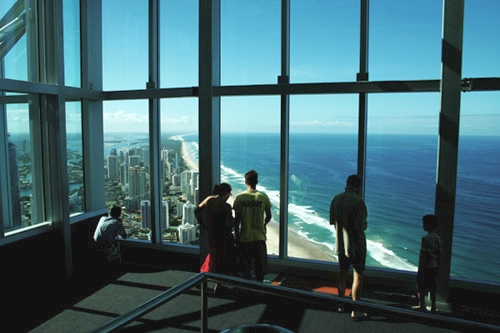
<Vy från Q1 utsiktsplats

SkyPoint, tidigare känt som QDeck, är en utsiktsplats på nivåerna 77 och 78. Det är Australiens enda utsiktsplats vid stranden och har plats för 400 personer. Den ligger 230 höjdmeter ovanför Surfers Paradise-stranden, vilket ger allmänheten en 360-graders utsikt över Brisbane i norr, Gold Coasts inland i väster, Byron Bay, New South Wales i söder och Stilla havet österut. Expresshissen till utsiktsplatsen för upp besökare de 77 våningarna på 43 sekunder.